# Nectandra rudis
Nectandra rudis C.K.Allen – gatunek rośliny z rodziny wawrzynowatych (Lauraceae Juss.). Występuje naturalnie w Salwadorze, Gwatemali i południowo-wschodnim Meksyku (w stanie Chiapas). 

## Morfologia
PokrójZimozielone drzewo dorastające do 30 m wysokości.
LiścieMają eliptyczny kształt. Mierzą 13–25 cm długości oraz 5–10 szerokości. Liść na brzegu jest zawinięty. Wierzchołek jest ostry. Ogonek liściowy jest nagi i dorasta do 10–27 mm długości.
KwiatySą zebrane w wiechy. Rozwijają się w kątach pędów. Dorastają do 5–20 cm długości. Płatki okwiatu pojedynczego mają eliptyczny kształt i białą barwę. Są niepozorne – mierzą 3–4 mm średnicy.
OwoceMają elipsoidalny kształt. Osiągają 20–29 mm długości oraz 18–23 mm średnicy.

## Biologia i ekologia
Rośnie w lasach o dużej wilgotności. Występuje na wysokości od 1600 do 2500 m n.p.m.

## Ochrona
W Czerwonej księdze gatunków zagrożonych został zaliczony do kategorii VU – gatunków narażonych na wyginięcie. Głównym zagrożeniem jest wylesianie.